# Eurofor
Eurofor, voluit European Rapid Operational Force (Nederlands: Europese Snel Operationele Strijdmacht), was een multinationale snelle reactie-eenheid samengesteld uit strijdkrachten van vier lidstaten van de Europese Unie: Italië, Frankrijk, Portugal en Spanje. Zij had een permanente staf die operaties kon besturen, waarbij het troepen kon inzetten tot en met een lichte divisie qua grootte. Eurofor werd in mei 1995 opgericht in Lissabon, met Florence als hoofdkwartier, en was aanvankelijk rechtstreekse verantwoording schuldig aan de West-Europese Unie (WEU). Zij diende de zogeheten Petersbergtaken uit te voeren, waaronder humanitaire en vredesoperaties. Met de integratie van verschillende WEU-onderdelen in de Europese Unie, werd Eurofor geleidelijk onderdeel van het Gemeenschappelijk veiligheids- en defensiebeleid (GVDB). Ze werd uiteindelijk omgevormd tot een EU-battlegroup en stond paraat van 1 juli tot 31 december 2011. Op 2 juli 2012 werd Eurofor ontbonden.

## Missies

Lintje van de Eurofor-dienstmedaille

Eurofor heeft meegedaan aan drie militaire inzetten: in Albanië (2000–2001), in Macedonië (2003–2004) en in Bosnië en Herzegovina (2007).
"Missie Albanië" was in reactie op het vluchtelingenprobleem in Albanië ten gevolge van de Kosovo-oorlog. De inzet was aanvankelijk onderdeel van de NAVO-operatie "Allied Harbor". Zodra NAVO-grondtroepen Kosovo betraden, omvatte Eurofors missie ook het bewaken van de NAVO-bevoorradingslijnen door Albanië.
"Missie Macedonië" werd uitgevoerd onder de vleugels van de Europese Unie als onderdeel van EUFOR Concordia. Formeel werd Eurofor rechtstreeks verantwoording schuldig aan de EU door het Politiek- en veiligheidscomité. Deze operatie begon op 31 maart 2003 toen de Macedonische autoriteiten assistentie verzochten om de veiligheidssituatie in het land te kunnen verbeteren. Deze missie eindigde officieel op 15 december 2004.